# 稲村雅士
稲村 雅士（いなむら まさし、1943年4月20日 - 2020年2月20日）は、群馬県出身の元競輪選手。現役時代は日本競輪選手会群馬支部所属）、ホームバンクは前橋競輪場。日本競輪学校（当時。以下、競輪学校）第16期生。息子の稲村成浩（69期）も元競輪選手、稲村好将（81期）は競輪選手。

## 来歴
群馬県立太田高等学校中退。その後、競輪学校に第16期生として入学。同期に元東京で後に茨城へ移籍する工藤元司郎がいる。1962年7月29日、平塚競輪場でデビューし、4着。同年8月25日に初勝利を挙げる。全盛期となる年代において、同県選手である福島正幸、田中博、木村実成らとともに「群馬王国」の一翼を担った。
1966年11月1日に行われた第20回日本選手権競輪決勝（優勝は宮路雄資）をはじめとして、特別競輪（現在のGI）決勝戦における2着が8回ある。そのため、「万年2着」と揶揄するマスコミも現れたが、1971年の高松宮賜杯競輪を完全優勝で制し、悲願の初タイトルを獲得。また、翌1972年に3年ぶりに開催された第15回オールスター競輪（大垣競輪場）も制した。
2001年の日本選手権競輪（松戸競輪場）では息子の成浩が優勝し、松村憲・松村信定父子以来となる、史上2例目の父子GI制覇を達成。
2002年7月15日、花月園シリーズ（F2）が引退レースとなった。同年7月31日、選手登録削除。59歳まで現役を続けた。
通算戦績2545戦625勝。

## 主な獲得タイトルと記録
- 1971年 - 高松宮杯競輪（大津びわこ競輪場）完全優勝
- 1972年 - オールスター競輪（大垣競輪場）